# Хусейн Камиль
Хусейн Камиль (араб. السلطان حسين كامل‎) (21 октября 1853, Каир — 9 октября 1917, Каир) — правитель, султан Египта и Судана с 19 декабря 1914 по 9 октября 1917 года, во время британского протектората над Египтом.

## Биография
Хусейн Камиль был сыном хедива Исмаила-паши, который правил Египтом с 1863 по 1879 годы, и братом Тауфика-паши. До 1914 года он не играл никакой роли в египетской политике. Хусейн Камиль был объявлен султаном Египта 19 декабря 1914 года, после того, как 5 ноября 1914 года, в начале Первой мировой войны, оккупационные британские войска свергли его племянника, хедива Аббаса Хильми II. Вновь созданный Египетский султанат был объявлен британским протекторатом. Это положило конец де-юре османского суверенитета над Египтом, который после захвата власти в 1805 году албанцем Мухаммедом Али был в значительной степени номинальным.
После смерти Хусейна Камиля его единственный живущий сын, принц Камал-уд-дин Хусейн, отказался от престола, и тогда власть в султанате перешла к его брату Ахмеду Фуаду I.

## Семья и дети
Хусейн Камиль был дважды женат. В январе 1873 года в Каире первым браком женился на уль-Айн-Хайат Ханум Эфенди (1858—1910), старшей дочери принца Ахмада Рифаата-паши. Их дети:
- Принц Хусейн Камал-уд-дин-паша (1874—1932)
- Принцесса Казима Ханум Эфенди (1876—1895)
- Принц Сейфуддин-бей (1878—1898)
- Принц Ахмад Назим-бей (1879—1884)
- Принц Юсуф Кемаль-бей (1880—1910)

В марте 1887 года вторично женился в Стамбуле на Султане Мелек Турхан Ханум Эфенди (1869—1917), дочери адмирала Хасана Турхана-паши, от брака с которой имел детей:
- Принцесса Кадрия Ханум Эфенди (1888—1955)
- Принцесса Самиха Ханум Эфенди (1889—1984)
- Принцесса Бадиха Ханум Эфенди (1894—1913)